# Malika Sonnet
Pour les articles homonymes, voir Sonnet (homonymie).
Malika Sonnet, née le 31 octobre 1980 à Bastogne est une femme politique belge wallonne, membre du Parti socialiste.
Elle est assistante sociale et licenciée en Sciences de la famille et de la sexualité; assistante sociale, employée par la province de Luxembourg. 

## Carrière politique
- Députée au Parlement wallon depuis le 18 juillet 2009 au 25 mai 2014 (suppléante de Philippe Courard)
  - députée de la Communauté française de Belgique
- Conseillère communale de Vaux-sur-Sûre (2006-)
  - Présidente CPAS de Vaux-sur-Sure (2006-2012)